# 意見表明報告書
意見表明報告書（いけんひょうめいほうこくしょ）は、金融商品取引法に基づき公開買付けをされる株券等の発行者（以下「対象者」）が、当該公開買付けに関する意見等を記載する外部への開示資料である。

## 根拠法令
- 提出根拠法令：金融商品取引法 第27条の10
- 委任政令：金融商品取引法施行令 第13条の2
- 提出様式および内容の根拠：

第4号様式：発行者以外の者による株券等の公開買付けの開示に関する内閣府令 第25条

## 意見表明報告書提出の義務
対象者は、公開買付開始公告が行われた日から10営業日以内に、当該公開買付けに関する意見等、所定の事項を記載した意見表明報告書を内閣総理大臣に提出しなければならない。 
意見表明報告書の意義は、公開買付けをされる株券等の発行者による当該公開買付けに関する意見を開示することで、当該公開買付けの位置付けを明らかにすることにより、投資者を保護するとともに証券市場の信頼性を確保することにあるといえる。
対象者は、第4号様式により意見表明報告書を3通作成し、関東財務局長に提出し、かつ、公開買付者に対しても送付しなければならない。
報告書の内容は、金融庁の電子開示・提出システムEDINETを通じて電子提出することが義務づけられており、同庁が設置したウェブサーバ経由での縦覧ができるほか、財務局や証券取引所、場合によっては自社のウェブサイトにPDFファイルの形で登録してあることもある。

## 報告書の内容
- 当該公開買付けに関する意見

### 意見とは（法27条の10第1項による内閣府令への委任事項）
1. 公開買付者の氏名または名称および住所または所在地
2. 当該公開買付けに関する意見の内容および根拠
3. 当該意見を決定した取締役会の決議または役員会の決議の内容
4. 当該発行者の役員が所有する当該公開買付けに係る株券等の数および当該株券等に係る議決権の数
5. 当該発行者の役員に対し公開買付者またはその特別関係者が利益の供与を約した場合には、その利益の内容
6. 当該発行者の財務および事業の方針の決定を支配する者の在り方に関する基本方針（会社法施行規則第127条）に照らして不適切な者によって当該発行者の財務および事業の方針の決定が支配されることを防止するための取組み（買収防衛策の導入等）を行っている場合には、その内容
7. 法に掲げる記載することのできる事項があるときは、当該事項
  1. 公開買付者に対する質問
  2. 公開買付開始公告に記載された買付け等の期間を延長することを請求する旨およびその理由

※ 期間の延長は、当該買付け等の期間が政令で定める期間より短い場合に限られ、政令で定める期間まで延長可能。

## 開示期間
- 公衆の縦覧に供される期間は、公開買付期間の末日の翌日以後5年を経過する日までの間
  - 内閣総理大臣は、EDINET上で、上記の期間、公衆の縦覧に供さなければならない
  - 意見表明報告書の提出者は、写しを本店はまたは主たる事務所に備え置き、公衆の縦覧に供さなければならない。
  - 証券取引所は、写しをその事務所に備え置き、公衆の縦覧に供さなければならない。

## 罰則
- なし